# Fa diesis maggiore

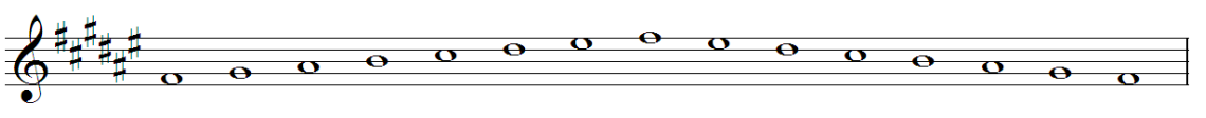
Per la scala musicale del fa # maggiore (parte ascendente), si hanno: fa#, sol#, la#, si, do#, re#, mi#, fa#.

La tonalità di Fa diesis maggiore (F-sharp major, Fis-Dur) è incentrata sulla nota tonica Fa diesis. 
Può essere abbreviata in Fa♯M o F♯ secondo il sistema anglosassone.

L'accordo di fa diesis maggiore (triade) è composto da Fa#, La#, Do#.

L'armatura di chiave è la seguente (sei diesis):
```

Alterazioni
 (da sinistra a destra): 
fa♯, do♯, sol♯, re♯, la♯, mi#.
```

Questa rappresentazione sul pentagramma coincide con quella della tonalità relativa re diesis minore.
La scala di fa diesis maggiore sostituisce spesso l'equivalente acustico del Sol bemolle maggiore. La differenza tra le due tonalità è principalmente il modo in cui vengono annotate sulla carta. Si parla in questo caso di enarmonia.